# 坊中郵便局
坊中郵便局（ぼうちゅうゆうびんきょく）は、熊本県阿蘇市にある郵便局。民営化前の分類では集配特定郵便局であった。

## 概要
住所：〒869-2299 熊本県阿蘇市黒川1528-2

## 沿革
- 1881年（明治14年）3月16日 - 黒川ノ内坊中郵便局（五等）として開設[1]。
- 1885年（明治18年） - 黒川村ノ内坊中郵便局に改称。同年10月1日より貯金取扱を開始。
- 1886年（明治19年）6月1日 - 黒川村坊中郵便局に改称。
- 1890年（明治23年）4月1日 - 坊中郵便局に改称。
- 1899年（明治32年）12月16日 - 為替取扱を開始。
- 1968年（昭和43年）10月27日 - 電話交換業務を阿蘇電報電話局に、また和文電報配達業務を阿蘇一の宮電報電話局にそれぞれ移管[2]。
- 1992年（平成4年）3月15日 - 赤水郵便局から集配業務を移管。
- 2007年（平成19年）10月1日 - 民営化に伴い、併設された郵便事業一の宮支店坊中集配センターに一部業務を移管。
- 2012年（平成24年）10月1日 - 日本郵便株式会社発足に伴い、郵便事業一の宮支店坊中集配センターを坊中郵便局に統合。

## 取扱内容
- 郵便、印紙、ゆうパック、内容証明
- 貯金、為替、振替、振込、国債
- 生命保険、バイク自賠責保険
- ゆうちょ銀行ATM
- 阿蘇市内の一部地域（旧阿蘇町域：〒869-22xx地域）の集配業務

## 周辺
- 阿蘇山
- 西厳殿寺
- 阿蘇市立碧水小学校
- 阿蘇市立阿蘇中学校
- 道の駅阿蘇
- 国道57号

## アクセス
- JR豊肥本線 阿蘇駅から南へ200m（徒歩約5分）
- 産交バス 阿蘇駅前停留所下車
- 熊本県道111号阿蘇吉田線（阿蘇登山道路坊中線）沿い
- 駐車場あり：10台